# Dubrovka (Oblast' di Leningrado)
Dubrovka è una cittadina della Russia europea nordoccidentale, situata nella oblast' di Leningrado (rajon Vsevoložskij).